# Orgilus reclinatus
Orgilus reclinatus är en stekelart som beskrevs av Braet och Van Achterberg 2000. Orgilus reclinatus ingår i släktet Orgilus och familjen bracksteklar. Inga underarter finns listade i Catalogue of Life.